# Lone van Roosendaal
 (janvier 2019).
Si vous disposez d'ouvrages ou d'articles de référence ou si vous connaissez des sites web de qualité traitant du thème abordé ici, merci de compléter l'article en donnant les références utiles à sa vérifiabilité et en les liant à la section « Notes et références ».
Lone van Roosendaal, née le 12 juin 1969 à Bonn, est une actrice et soprano néerlandaise, d'origine allemande.

## Carrière
Autre que son travail d'actrice, elle chante dans des comédies musicales à travers les Pays-Bas et l'Allemagne.

## Filmographie

### Cinéma et téléfilms
- 1991 : Intensive Care (nl) : Kim
- 1995 : SamSam (nl)

 : Sasha
- 1997 : All Stars (en) : Wendy van Langen
- 1999 : All stars: De serie (nl) : L'agente
- 2000 : Russen (nl) : La mère
- 2001 : Schiet mij maar lek (nl) : Evelien
- 2003 : La Mémoire du tueur : Henriette Seynaeve
- 2003 : Secrets d'héritage : Solveig Barr
- 2003-2004 : Hallo België (nl) : Tetske Blinker
- 2004 : Grijpstra & de Gier (nl) : José Meulemans
- 2004 : Amazones (nl) : L'employée de banque
- 2004-2005 : ZOOP (nl) : Mère de Bionda
- 2007-2010 : Voetbalvrouwen (nl) : Melanie Woesthoff
- 2008 : Sinterklaas en het Geheim van het Grote Boek (nl) : La serveuse
- 2011 : Levenslang (nl) : Mme Beens
- 2011 : Walhalla (nl) : La mère
- 2011-2012 : Familie (en) : Annelies Verlinden
- 2012 : Moordvrouw : Rebecca
- 2012 : Flikken Maastricht : Angelique Martens
- 2013 : Verliefd op Ibiza (nl) : Jacky
- 2013 : Boeing Boeing! : Heidi, l'hôtesse de l'air
- 2015 : Jeuk (nl) : Lone
- 2015 : Fashion Girls : Anita
- 2015 : Bon Bini Holland (nl) : Sylvia Maduro
- 2018 : Goede tijden, slechte tijden : Billy de Palma